# Kasaifloden
Kasaifloden (Swahili: Mto Kasai, fransk: Kasa; i Angola: Cassai) er en biflod fra venstre til Congofloden, der løber i Centralafrika. Floden begynder i det centrale Angola og løber mod øst, indtil den når grænsen mellem Angola og Den Demokratiske Republik Congo, hvor den drejer mod nord og tjener som grænse, indtil den løber ind i DRC. Fra Ilebo, mellem sammenløbene med Luluafloden og Sankuru-floden, drejer Kasaifloden mod vest. Den nederste del af floden, fra sammenløbet med Fimifloden, indtil den slutter sig til Congo ved Kwamouth nordøst for Kinshasa, er også kendt som Kwa(h)-floden.
Kasaibassinet består hovedsageligt af ækvatoriale regnskovsområder, som udgør et landbrugsland i en region, der er kendt for ufrugtbar, sandet jord. Kasai er en biflod til Congofloden og der findes diamanter i den. Omkring 60 % af diamanterne der kommer til skæring og formning i Belgien, kommer fra Kasai-floden.

## Bifloder
Kasais vigtigste bifloder opstrøms fra sammenløbet med Congo:
- Fimi (Fimi- Lukenie længde: 1.100 km, afvandingsareal: 132.000 km2, gennemsnitlig vandmængde ~ 2000 m3/s)
- Kwilu/Kwango (1.800 km, 263.500 km2, 3299 m 3 /s)
- Loangefloden
- Sankuru (1.200 km, 156.000 km2, 2.500 m3/s)
- Lulua

## Økonomisk betydning
Kasaiflodens bifloder er fri for forhindringer som strømfald og vandplanter, hvilket gør dem meget sejlbare og danner en vigtig handelsvej. Flodens rolle i transport og handel var mere fremtrædende i den førkoloniale periode, da slavehandelen var lovlig. Det er meget kontroversielt, at nogle af de lokale kongeriger, der lå langs Kasai-floden, støttede slavehandelen. Aktiviteterne efterlod en varig indvirkning i de regioner, hvor de var mest fremtrædende, såsom mellem Kwango- og Kwilu-floderne, selvom de fandt sted mellem det 18. og 19. århundrede. Befolkningen er aldrig kommet sig helt, og har en befolkningstæthed der er lavere end i områder, der ikke oplevede slavehandel. De store britiske og portugisiske interesser i Kasai-floden var affødt af tilstedeværelsen af alluviale diamanter, der lå i rige aflejringer, især ved flodens munding.